# Tsvetnoï boulvar (métro de Moscou)
Tsvetnoï boulvar (en russe : Цветной бульвар et en anglais : Tsvetnoy Bulvar) est une station de la ligne Serpoukhovsko-Timiriazevskaïa (ligne 9 grise) du métro de Moscou, située sur le territoire de l'arrondissement Tverskoï dans le district administratif central de Moscou.

## Situation sur le réseau
Établie en souterrain, à 50 mètres sous le niveau du sol, la station Tsvetnoï boulvar est située au point 05+03,5 de la ligne Serpoukhovsko-Timiriazevskaïa (ligne 9 grise), entre les stations Dostoïevskaïa (en direction de Altoufievo) et Sretenski boulvar (en direction de Boulvar Dmitria Donskogo).

## Histoire
Elle est construite à la demande de Youri Nikouline alors directeur artistique du Cirque du boulevard Tsvetnoï. L'édifice est conçu par les architectes Vladimir Filippov et Youri Cheverdiaïev. Le design d'intérieur est l’œuvre d'artiste Vladimir Dionisievitch Kalenski dont le projet des vitraux de la station gagne le premier prix de la municipalité de Moscou.